# Сингье-дзонг
Сингье-дзонг — небольшой буддийский монастырь школы Ньингма (а в прошлом - также укрепление (дзонг)  в  дзонгхаге Лхунце в северо-восточном Бутане.
Сингье-дзонг значительно удалён от автомобильных дорог и является традиционным местом паломничества. В сезон число паломников может исчисляться тысячами.   Иностранные туристы допускаются только по особому разрешению. 

## Географическое положение и организация паломничества
Тропа на Сингье-дзонг  начинается от деревни Кхома на расстоянии часа ходьбы от автодороги к Лхунце. Оттуда паломники пересаживаются на лошадей, которых им предоставляют жители окрестных деревень Кхомаканг и Дэнчунг. Прокат лошадей и сопровождение паломников составляет важную статью дохода местных жителей, цены на прокат лошадей регулирует  правительство.  Дорога по конной тропе в одну сторону занимает трое суток. Паломники должны нести с собой также продукты. В самом Сингье-дзонге имеется возможность ночлега.  Обсуждается также вопрос строительства дороги до Дэнчунга, что сократит паломникам один день пути.

## История
Монастырь Сингье-дзонг, согласно легенде, был основан  Еше Цогьял, женой Падмасамбхавы, в середине VIII века. Падмасамбхава посетил дзонг во время своей второй поездки в Бутан.
Падмасамбхава появился в этой местности чтобы победить царя демонов Кхикхаратода, сбежавшего из Тибета и в местности Кемпаджонг основавшего своё царство. Победив царя демонов, Падмасамбхава направился в Сингье-дзонг для медитации.
В XIX веке искатель тертонов  Зилнон Намка Дорджи обнаружил тут драгоценную скульптуру Цедруп-Чими-Согтхиг, способствующую долголетию.  

## Архитектура
Сингье-дзонг считается главным храмом в комплексе из восьми малых дзонгов, встроенных в скалы. Храмы посвящены восьми манифестациям Падмасамбхавы.